# 野含笑
野含笑（学名：Michelia skinneriana）为木兰科含笑属下的一个种。